# エクスプレス (駆逐艦)
|          | |
| 艦歴     | |
| 名前     | エクスプレス |
| 発注     | 1931年海軍計画による |
| 建造     | スワンハンター、タインアンドウェアー、イギリス |
| 起工     | |
| 進水     | 1934年5月29日 |
| 就役     | |
| その後   | 1943年6月にカナダに譲渡、1955年解体 |
| 主要諸元 | |
| 艦級     | E級駆逐艦 |
| 排水量   | 基準 1,350英トン(1,370トン) 満載 1,883英トン(1,913トン) |
| 全長     | 97.00 m |
| 全幅     | 10.13 m |
| 吃水     | 3.81 m |
| 機関出力 | 36,000 shp (27,000 kW) |
| 機関     | パーソンズ式ギヤード・タービン2軸 アドミラリティ式三胴型水管缶3基、300 psi |
| 速力     | 35.5ノット |
| 航続距離 | 15ノットで6,000海里 |
| 兵装     | 45口径120mm Mk IX砲、4門 50-inch (12.7mm)ビッカース機銃、連装4基 .303口径機銃、5挺 533mm4連装魚雷発射管、2基 爆雷投下軌条、2基 爆雷60発。 1940年、533mm4連装魚雷発射管を50口径76.2mm砲1門、エリコン20mm機関砲2基により換装 |

エクスプレス (HMS Express) は、イギリス海軍の駆逐艦。E級。後にカナダ海軍駆逐艦ガティノー (HMCS Gatineau) となった。

## 概要
「エクスプレス」は1934年5月29日に進水した。艦の全長は100m、排水量1,375t、速力は35.5ノットである。この艦の設計は1931年のC級およびD級駆逐艦に類似するものの、改良された艦体形状を持ち、艦橋が改修され、ボイラー室が2室から3室へと換わり、また初期型では30度の仰角しか持たなかった120mm砲が40度まで上げられるようになっていた。艦の製造費用はおよそ30万ポンドである。
「エクスプレス」および姉妹艦「エスク」は機雷敷設装備を装着していた。他の級に似ず、「エスク」及び「エクスプレス」のメインマストは三脚であり、前甲板に短艇を搭載していた。

## 艦歴

### 機雷敷設任務
戦争が勃発した1939年9月、「エクスプレス」は第20（機雷敷設）駆逐艦戦隊に配属された。当初はポーツマスに基地を置き、のち北海に面するイミンガムに移動した。戦争の最初の年の「エクスプレス」は、第20駆逐艦戦隊と共に、イギリスの領海に防御用機雷原を、また敵の沿岸に攻撃用機雷原を敷設することで費やした。
1939年9月、「エクスプレス」はウィンザー公爵およびウィンザー公爵夫人をポーツマスからシェルブール＝オクトヴィルへ送っている。
1940年5月後半、「エクスプレス」はイギリス海外派遣軍のダンケルク撤退を援護するよう命令を受けた数ダースの駆逐艦のうちの一隻であり、また最初に到着して海岸から兵員を撤収させ始めた一隻でもあった。兵員はダンケルクの港を離れた。6月4日に撤退が終了し、「エクスプレス」と駆逐艦「シカリ」は兵員と共にダンケルクを去った最後の艦だった。撤退中「にエクスプレス」は2,795人を輸送した。「エクスプレス」は爆撃により損傷したが、行動中の緊急補修でダンケルク撤退に参加し続けた。
1940年8月31日、オランダの沿岸に攻撃的機雷原を敷設すべく「エクスプレス」はイミンガムを離れた。夜間に「エクスプレス」は触雷し、艦橋までの艦首部分を全て喪失した。それから「エスク」及び「アイヴァンホー」は「エクスプレス」の援助に行こうとするうち、触雷した。「エクスプレス」は本国まで曳航され、4名の士官と55名の乗組員を失った。「エスク」と「アイヴァンホー」は沈没した。この事故はテセルの惨事として知られることとなった。

### 極東へ
1941年9月、「エクスプレス」は艦隊駆逐艦として任務に復帰した。
10月、「エクスプレス」は姉妹艦「エレクトラ」と共に極東に向かう戦艦「プリンス・オブ・ウェールズ」の護衛を命令された。そこで艦艇は日本の侵略の阻止を意図し、新しい東洋艦隊の核を形成することとなった。
11月2日、3隻の艦艇はフリータウンに入港した。一行は11月16日にケープタウンに到着し、駆逐艦はシモンズタウン海軍基地に入港した。一行は11月18日にケープタウンを出港、セイロン島のコロンボへ11月28日に到着、道中ではモーリシャスとアッドゥ環礁に燃料補給のため停泊した。
11月29日、コロンボにて地中海艦隊から来た駆逐艦「エンカウンター」および「ジュピター」と合流し、5隻の艦艇はこの日の午後に出航した。海上で、一行はトリンコマリーから出航してきた巡洋戦艦「レパルス」と合流した。艦隊は航路をシンガポールへ定め、12月2日に到着した。

### シンガポールのZ部隊
シンガポール時間での12月8日早朝、この基地は日本の航空機からの攻撃を受けた。「プリンス・オブ・ウェールズ」と「レパルス」は対空砲火で反撃した。航空機は撃墜されず、また艦も損害を受けなかった。日本軍による真珠湾攻撃とタイへの侵攻の報告を受け取った後、17時30分、Z部隊は海に出た。この時のZ部隊は「プリンス・オブ・ウェールズ」と「レパルス」、これらを護衛する駆逐艦「エレクトラ」、「エクスプレス」、「ヴァンパイア」、「テネドス」によって構成されていた。12月9日の18時30分頃、テネドスは自らの限定的な燃料積載量のため、シンガポールに戻るべく艦隊から分かれた。この夜、エレクトラは北方に照明弾を視認し報告している。
これはイギリスの艦隊が南東方向に動く原因となった。この照明弾は、日本側の航空機により自らの艦隊の上に誤って投下されたもので、日本の兵力が北東に動く原因となった。この地点における両軍は、わずか約8kmを隔てていた。
20時55分、フィリップス提督は作戦行動を取りやめ、艦隊にシンガポールへの帰投を命令した。帰途、彼らは日本軍の潜水艦「伊58」によって視認され、報告された。翌朝12月10日、Z艦隊は日本軍がクアンタンに上陸したという報告を受け取り、「エクスプレス」はこのエリアを索敵するために派遣されたが何も発見しなかった。午後、「プリンス・オブ・ウェールズ」と「レパルス」はクアンタン沿岸で日本軍航空機85機によって攻撃され、沈没した。レパルスが20分間に魚雷5発を受けて沈んだ後、日本軍機はイギリス駆逐艦に以下のように打電した。
「ワレの任務は完了せり。救助活動を続行されたし！」日本軍機は攻撃を止めて、その救助活動を妨害しなかった。「エクスプレス」が「プリンス・オブ・ウェールズ」の生存者を救う一方、「エレクトラ」と「ヴァンパイア」は「レパルス」の生存者を救い出すために動いた。3隻の駆逐艦は総計1,000名以上の生存者を「プリンス・オブ・ウェールズ」と「レパルス」から救い出した。
修理のため母国へ帰還するまで、「エクスプレス」はイギリス東洋艦隊の一隻として1942年をインド洋にて費やした。

### 譲渡
1943年6月、「エクスプレス」はカナダ海軍に譲渡され、「ガティノー (HMCS Gatineau)」と改名された。「ガティノー」は大西洋に配備され、任務に就いた。
1955年、「ガティノー」は舷側に打撃を受け、スクラップとして売却された。ブリティッシュ・コロンビアのロイストンにて、艦体は他のものと共に防波堤を形成するハルクとして用いられた。艦は多年にわたり見ることができるまま残されていたが、その後は艦体がわずかに残るのみとなった。北緯49度39分14.26秒 西経124度56分53.74秒 / 北緯49.6539611度 西経124.9482611度 :30